# Voleibol nos Jogos Olímpicos de Verão de 1992 - Feminino
O torneio feminino de voleibol nos Jogos Olímpicos de Verão de 1992 foi realizado no Palau Sant Jordi, no Palau dels Esports de Barcelona e no Pavelló de la Vall d'Hebron, Barcelona, entre 29 de julho e 8 de agosto e organizado pela Federação Internacional de Voleibol (FIVB) em conjunto com o Comitê Olímpico Internacional (COI).

## Medalhistas
Cuba foi campeã olímpica de voleibol, derrotando as russas da Equipe Unificada na final. Os Brasil ganharam o bronze frente ao Brasil.
|  | CUB Cuba |  | EUN Equipa Unificada |  | USA Estados Unidos |
|  | Regla Bell Mercedes Calderón Magalys Carvajal Marlenis Costa Idalmis Gato Lilia Izquierdo Norka Latamblet Mireya Luis Tania Ortíz Raisa O'Farrill Regla Torres Ana Fernández |  | Yevgeniya Artamonova Yelena Tyurina Svetlana Korytova Nataliya Morozova Marina Nikulina Valentina Ogiyenko Irina Smirnova Tatyana Sidorenko Tatiana Menchova Galina Lebedeva Svetlana Vassilevskaia Elena Chebukina |  | Janet Cobbs Tara Cross-Battle Lori Endicott Caren Kemner Ruth Lawanson Tammy Webb-Liley Elaina Oden Kim Oden Teee Sanders-Williams Liane Sato Paula Weishoff Yoko Zetterlund |

## Qualificação
| Torneio de qualificação          | Data                                | Sede     | Vagas | Qualificados    |  |
| -------------------------------- | ----------------------------------- | -------- | ----- | --------------- |  |
| País-sede                        | 17 de outubro de 1986               | Lausanne | 1     | Espanha         |  |
| Jogos Olímpicos de 1988          | 20–29 de setembro de 1988           | Seul     | 1     | União Soviética |  |
| Campeonato Mundial de 1990       | 22–31 de agosto de 1990             | Pequim   | 1     | China           |  |
| Campeonato Asiático de 1991      | 14–21 de setembro de 1991           | Bangcoc  | 1     | Japão           |  |
| Campeonato Europeu de 1991       | 28 de setembro–6 de outubro de 1991 | Roma     | 1     | Países Baixos   |  |
| Campeonato da NORCECA de 1991    | 23 de agosto–2 de setembro de 1991  | Regina   | 1     | Cuba            |  |
| Campeonato Sul-americano de 1991 | Setembro de 1991                    | Osasco   | 1     | Brasil          |  |
| Copa do Mundo de 1991            | 8–17 de novembro de 1991            | Osaka    | 1     | Estados Unidos  |  |
| Total                            |                                     |          | 8     |                 |  |

## Composição dos grupos
| Grupo A          | Grupo B       |
| ---------------- | ------------- |
| Japão            | Brasil        |
| Espanha          | China         |
| Equipe Unificada | Cuba          |
| Estados Unidos   | Países Baixos |

## Fase de grupos
Na fase de grupos, as seleções jogaram entre si repartidas em dois grupos de quatro equipas cada. A melhor foi classificada diretamente para as semifinais. As que ocuparam a segunda e terceira colocação disputaram as quartas de final.
- Placar de 3–0 ou 3–1: 3 pontos para o vencedor, nenhum para o perdedor;
- Placar de 3–2: 2 pontos para o vencedor, 1 para o perdedor.

### Grupo A
|  | Equipe classificada para as semifinais         |
|  | Equipes classificadas para as quartas de final |

|     |                  |     | Jogos | Jogos | Jogos | Resultados | Resultados | Resultados | Resultados | Resultados | Resultados | Sets | Sets | Sets  | Pontos | Pontos | Pontos |
| Pos | Equipe           | Pts | T     | V     | D     | 3–0        | 3–1        | 3–2        | 2–3        | 1–3        | 0–3        | V    | P    | R     | V      | P      | R      |
| --- | ---------------- | --- | ----- | ----- | ----- | ---------- | ---------- | ---------- | ---------- | ---------- | ---------- | ---- | ---- | ----- | ------ | ------ | ------ |
| 1   | Equipe Unificada | 7   | 3     | 2     | 1     | 2          | 0          | 0          | 1          | 0          | 0          | 8    | 3    | 2.667 | 158    | 101    | 1.564  |
| 2   | Estados Unidos   | 6   | 3     | 2     | 1     | 1          | 0          | 1          | 1          | 0          | 0          | 8    | 5    | 1.600 | 171    | 153    | 1.118  |
| 3   | Japão            | 5   | 5     | 2     | 3     | 1          | 0          | 1          | 0          | 0          | 3          | 6    | 11   | 0.545 | 146    | 127    | 1.150  |
| 4   | Espanha          | 0   | 3     | 0     | 3     | 0          | 0          | 0          | 0          | 0          | 3          | 0    | 9    | 0,000 | 41     | 135    | 0.304  |

Ordenamento da classificação: 1) Número de vitórias; 2) Pontos; 3) Razão de sets; 4) Razão de pontos; 5) Confronto direto.
- 29 de julho

|                  |     |                |                              |  |
| Equipe Unificada | 3-0 | Espanha        | 15-3 15-0 15-3               |  |
| Japão            | 3-2 | Estados Unidos | 13-15 15-11 15-12 8-15 15-13 |  |

- 31 de julho

|                |     |                  |                             |  |
| Estados Unidos | 3-2 | Equipe Unificada | 9-15 17-15 15-12 4-15 15-11 |  |
| Japão          | 3-0 | Espanha          | 15-9 15-1 15-6              |  |

- 2 de agosto

|                  |     |         |                   |  |
| Equipe Unificada | 3-0 | Japão   | 15-13 15-11 15-11 |  |
| Estados Unidos   | 3-0 | Espanha | 15-4 15-5 15-10   |  |

### Grupo B
|  | Equipe classificada para as semifinais         |
|  | Equipes classificadas para as quartas de final |

|     |               |     | Jogos | Jogos | Jogos | Resultados | Resultados | Resultados | Resultados | Resultados | Resultados | Sets | Sets | Sets  | Pontos | Pontos | Pontos |
| Pos | Equipe        | Pts | T     | V     | D     | 3–0        | 3–1        | 3–2        | 2–3        | 1–3        | 0–3        | V    | P    | R     | V      | P      | R      |
| --- | ------------- | --- | ----- | ----- | ----- | ---------- | ---------- | ---------- | ---------- | ---------- | ---------- | ---- | ---- | ----- | ------ | ------ | ------ |
| 1   | Cuba          | 9   | 3     | 3     | 0     | 1          | 2          | 0          | 0          | 0          | 0          | 9    | 2    | 4.500 | 151    | 129    | 1.171  |
| 2   | Brasil        | 5   | 3     | 2     | 1     | 0          | 1          | 1          | 0          | 1          | 0          | 7    | 6    | 1.167 | 170    | 145    | 1.172  |
| 3   | Países Baixos | 2   | 3     | 1     | 2     | 0          | 0          | 1          | 0          | 1          | 1          | 4    | 8    | 0.500 | 136    | 166    | 0.819  |
| 4   | China         | 2   | 3     | 0     | 3     | 0          | 0          | 0          | 2          | 1          | 0          | 5    | 9    | 0.556 | 174    | 191    | 0.911  |

Ordenamento da classificação: 1) Número de vitórias; 2) Pontos; 3) Razão de sets; 4) Razão de pontos; 5) Confronto direto.
- 29 de julho

|        |     |               |                        |  |
| Brasil | 3-1 | Países Baixos | 15-9 15-3 13-15 15-7   |  |
| Cuba   | 3-1 | China         | 13-15 15-11 15-9 15-11 |  |

- 31 de julho

|               |     |        |                            |  |
| Países Baixos | 3-2 | China  | 6-15 15-17 15-3 16-14 15-6 |  |
| Cuba          | 3-1 | Brasil | 15-11 13-15 15-13 15-9     |  |

- 2 de agosto

|        |     |               |                             |  |
| Cuba   | 3-0 | Países Baixos | 15-11 15-11 15-13           |  |
| Brasil | 3-2 | China         | 15-9 7-15 15-11 14-16 15-12 |  |

## Fase final
Na fase final as seleções disputaram, no máximo, mais três jogos (para as equipas que discutiram as medalhas), em formato de eliminatória.
|  | Quartas de final | Quartas de final | Quartas de final |  |  | Semifinais | Semifinais       | Semifinais |  |  | Final          | Final            | Final          |
|  |                  |                  |                  |  |  |            |                  |            |  |  |                |                  |                |
|  |                  |                  |                  |  |  | A1         | Equipe Unificada | 3          |  |  |                |                  |                |
|  | A3               | Japão            | 1                |  |  | B2         | Brasil           | 1          |  |  |                |                  |                |
|  | B2               | Brasil           | 3                |  |  |            |                  |            |  |  | A1             | Equipe Unificada | 1              |
|  |                  |                  |                  |  |  |            |                  |            |  |  | B1             | Cuba             | 3              |
|  |                  |                  |                  |  |  | A2         | Estados Unidos   | 2          |  |  |                |                  |                |
|  | A2               | Estados Unidos   | 3                |  |  | B1         | Cuba             | 3          |  |  | Terceiro lugar | Terceiro lugar   | Terceiro lugar |
|  | B3               | Países Baixos    | 1                |  |  |            |                  |            |  |  | B2             | Brasil           | 0              |
|  |                  |                  |                  |  |  |            |                  |            |  |  | A2             | Estados Unidos   | 3              |

Quartas de final
- 4 de agosto

|                |     |               |                        |  |
| Estados Unidos | 3-1 | Países Baixos | 15-11 11-15 15-8 15-7  |  |
| Brasil         | 3-1 | Japão         | 14-16 15-13 15-13 15-9 |  |

Semifinais
- 6 de agosto

|                  |     |                |                           |  |
| Cuba             | 3-2 | Estados Unidos | 8-15 15-9 6-15 15-5 15-11 |  |
| Equipe Unificada | 3-1 | Brasil         | 15-10 13-15 15-5 15-5     |  |

Finais
- 5 de agosto — jogo de classificação 7-8

|       |     |         |                |  |
| China | 3-0 | Espanha | 15-1 15-3 15-3 |  |

- 5 de agosto — jogo de classificação 5-6

|       |     |               |                        |  |
| Japão | 3-1 | Países Baixos | 15-0 11-15 15-13 15-10 |  |

- 8 de agosto — jogo de classificação 3-4

|                |     |        |                 |  |
| Estados Unidos | 3-0 | Brasil | 15-8 15-6 15-13 |  |

- 8 de agosto — final

|      |     |                  |                         |  |
| Cuba | 3-1 | Equipe Unificada | 16-14 12-15 15-12 15-13 |  |

## Classificação final
Esta foi a classificação final do torneio:
| Pos.              | Equipe           |
| ----------------- | ---------------- |
| Medalha de ouro   | Cuba             |
| Medalha de prata  | Equipe Unificada |
| Medalha de bronze | Estados Unidos   |
| 4                 | Brasil           |
| 5                 | Japão            |
| 6                 | Países Baixos    |
| 7                 | China            |
| 8                 | Espanha          |